# Hanes Taliesin
Hanes Taliesin ['hanes tal'jesin] („Die Geschichte Taliesins“) ist der Titel einer Erzählung über die Jugendzeit des Dichters Taliesin. In der Weltchronik des Walisers Elys Gruffydd (* ~1490, † 1552) ist die älteste Version der Legende enthalten.

## Inhalt

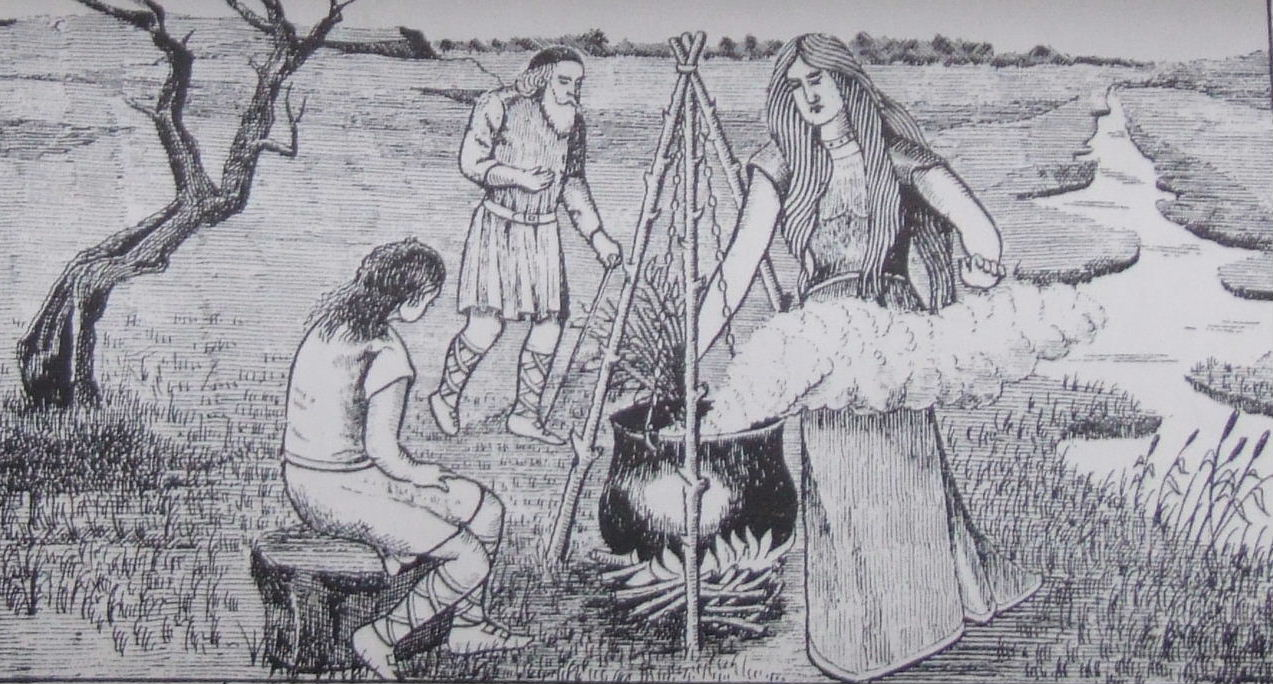
Gwion Bach, Morda und Ceridwen

Gwion Bach [gwion baːx] („Kleiner Gwion“), ein kleiner Junge oder Zwerg, der bei der Zauberin Ceridwen und ihrem Gatten Tegid Foel als Diener arbeitet, kostet verbotenerweise von einem Zaubertrank, den sie ein Jahr lang sorgfältig zubereitet hatte. Ihr hässlicher Sohn Morfran, auch Afaggdu genannt, sollte durch ihn schön und weise werden. Eine andere Version erzählt, Gwion Bach habe sich beim Umrühren des heißen Trankes den Finger verbrannt und durch das Lecken an der Wunde versehentlich drei Tropfen davon verschluckt. Er erringt dadurch die Gabe der Dichtkunst und Weissagung.
Die wütende Ceridwen verfolgt Gwion Bach, der sich durch mehrmaligen Gestaltwechsel zu retten versucht. So flieht er als Hase, sie jagt ihn als Windhund usw. Am Ende verwandelt er sich in ein Weizenkorn, das sie als Henne aufpickt. In einer Version wird sie dadurch schwanger und gebiert Gwion Bach in der Gestalt des Dichters Taliesin wieder.
Eine andere Fassung erzählt, sie habe ihn schließlich gefangen und voll Zorn ins Meer geworfen. An der Küste von Nordwales habe ihn Elffin, der Sohn des Königs Gwyddno Garanhir, aufgefunden und großgezogen. Er nennt ihn Taliesin und unter diesem Namen wird er der berühmteste Dichter am Hofe von Gwynedd.

## Moderne Rezeption
Im humoristischen Roman Auch einer (1878) von Friedrich Theodor Vischer wird im Kapitel Der Besuch, das in einem Pfahldorf in Helvetien spielt, von den Kindern dem Druiden Angus folgendes Lied vorgetragen:
Gwyon, dieser kleine Tropf - Was tut der?
Hat geschleckt vom Zaubertopf. Wer kommt her?
Kommt hinzu, o weh! o weh! Coridwen, die starke Fee!